# 山口潤一郎
山口 潤一郎（やまぐち じゅんいちろう、1979年1月4日 - ）は、日本の化学者。早稲田大学理工学術院教授、名古屋大学トランスフォーマティブ生命分子研究所連携研究者。博士（工学）（東京理科大学、2007年）。東京都調布市出身。

## 略歴
学歴
- 2002年3月 東京理科大学工学部工業化学科卒業
- 2004年3月 東京理科大学大学院工学研究科工業化学専攻 修士課程修了
- 2005年11月 スクリプス研究所化学科留学（ - 2005年12月）
- 2007年3月 東京理科大学大学院工学研究科工業化学専攻 博士後期課程修了

研究職歴
- 2004年4月 日本学術振興会特別研究員 (DC1)
- 2007年
  - 4月 日本学術振興会海外特別研究員 (PD)
  - 4月 スクリプス研究所化学科博士研究員
- 2008年8月 名古屋大学大学院理学研究科 物質理学専攻化学系 助教
- 2012年4月 名古屋大学大学院理学研究科 准教授
- 2016年4月 早稲田大学理工学術院 准教授
- 2018年4月 早稲田大学理工学術院 教授（現任）

兼任
- 2012年8月 ミュンスター大学（ドイツ）客員教授（ - 2012年9月）
- 2013年4月 名古屋大学トランスフォーマティブ生命分子研究所連携研究者（現任）[3]
- 2015年1月 南洋理工大学（シンガポール）客員教授
- 2019年10月 胡桃坂クロマチンアトラスプロジェクト有機合成化学研究開発グループ・グループリーダー

## 主な所属学会
- 日本化学会
- 有機合成化学協会
- 近畿化学協会有機金属部会
- アメリカ化学会
- 日本ケミカルバイオロジー学会
- プロセス化学会など

## 主な受賞
- 2004年 小玉科学賞（財団法人科学技術振興会）
- 2006年 日本化学会 学生講演賞
- 2009年 有機合成化学協会研究企画賞（帝人ファーマ）
- 2011年 天然物化学談話会奨励賞
- 2012年 若い世代の特別講演会 特別講演証
- 2013年
  - 日本化学会進歩賞
  - 化学コミュニケーション賞
  - ITbM Research Award
  - Banyu Chemist Award (BCA) 2013
- 2014年
  - Thieme Chemistry Journal Award
  - Asian Core Lectureship Award, China
  - Asian Core Lectureship Award, Thailand
- 2017年
  - 文部科学大臣表彰若手科学者賞
  - アジア化学連合（FACS）ディスティングィッシュ若手化学者賞
  - 科学技術への顕著な貢献 2017（ナイスステップな研究者）
- 2018年 日本化学会第42回化学教育賞
- 2019年
  - 文部科学大臣表彰科学技術賞（理解増進部門）
  - 新学術領域「精密反応場」レクチャシップアワード
- 2020年 早稲田大学リサーチアワード（国際研究発信力）